# Don Wee

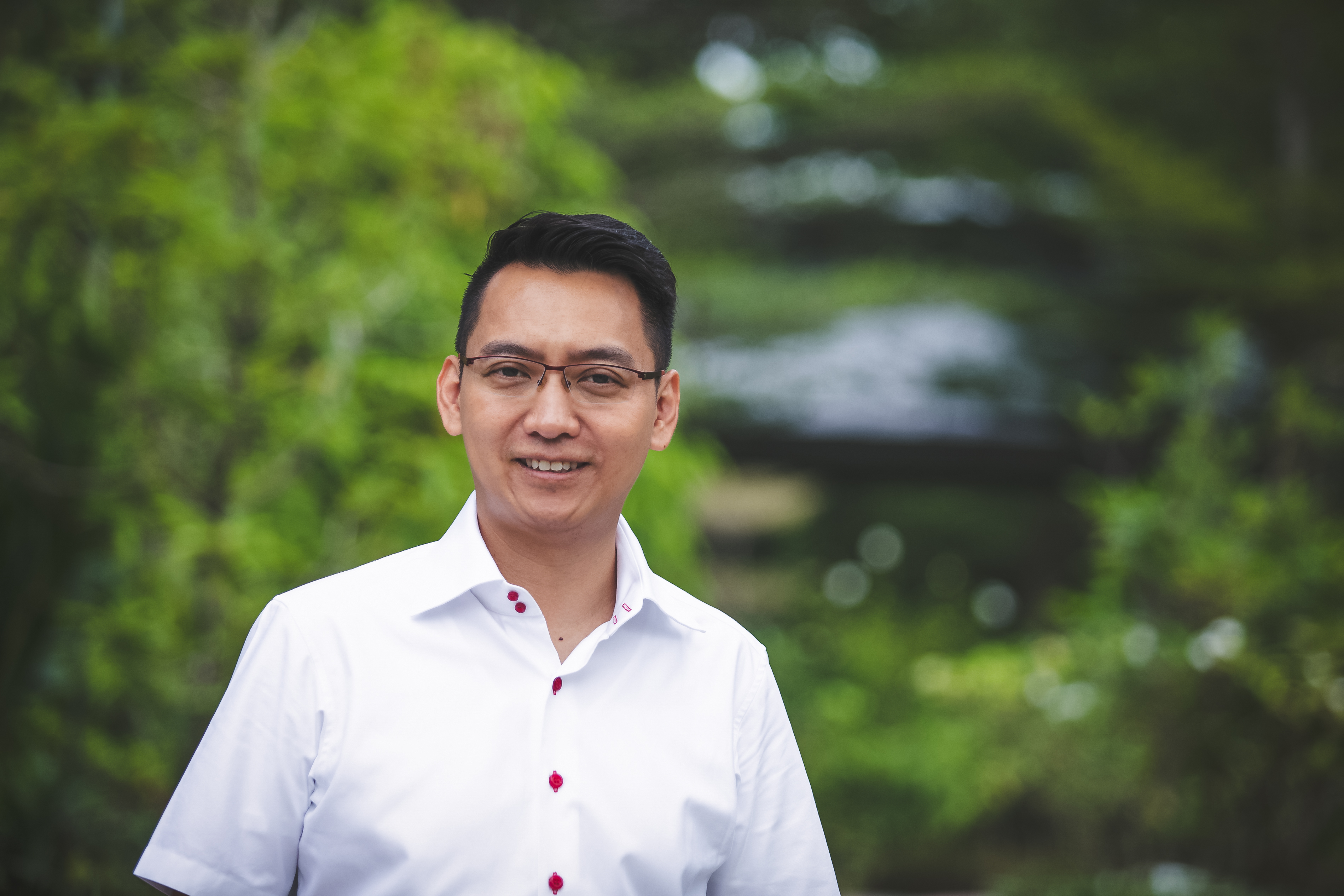
Don Wee

Don Wee Boon Hong (* 1977) ist ein singapurischer Politiker, der mit den allgemeinen Wahlen 2020 in Singapur in das 14. Parlament von Singapur gewählt wurde. Als Mitglied der regierenden People’s Action Party (PAP) ist er seit dem 10. Juli 2020 Mitglied des Parlaments (MP) des Chua Chu Kang GRC für Brickland.

## Bildung und Karriere
Don Wee wurde in der Nan Hua High School ausgebildet, bevor er das Ngee Ann Polytechnic abschloss. Nach dem Nationalen Dienst erwarb Wee nach einigen Jahren Teilzeitstudium einen Abschluss in Buchhaltung. Wee wurde dann als Wirtschaftsprüfer qualifiziert und absolvierte anschließend zwei Masterstudiengänge, darunter einen Master in öffentlicher Verwaltung an der Lee Kuan Yew School of Public Policy. Don hatte auch die Executive Education an der Harvard Kennedy School of Government besucht. Er ist Wirtschaftsprüfer (Singapur), zertifizierter Wirtschaftsprüfer (CPA Australia) und Wirtschaftsprüfer der ASEAN. Don hatte auch das Chartered Valuer & Appraiser-Programm im Jahr 2018 abgeschlossen.
Don Wee trat nach seiner Zeit im National Service als nicht geschäftsführender Mitarbeiter einer lokalen Bank bei. Im Jahr 2020 war Wee Berichten zufolge Senior Vice President bei der United Overseas Bank. Wee ist auch Mitglied des Besucherausschusses des Institute of Mental Health. Don ist auch Mitglied des Schulbeirats der Nan Hua High School und arbeitet ehrenamtlich mit dem Office of Public Guardian zusammen. Don wurde im Mai 2019 in den Rat des Institute of Singapore Chartered Accountants gewählt. Don hatte zwischen Ende 1998 und 2018 mit HSBC, OCBC, Citibank und Overseas Union Bank zusammengearbeitet. Don hatte den Rang eines Kapitäns inne, als er seinen Nationalen Dienst als ein Rüstungsoffizier.
Don Wee wurde im Jahr 2020 in Singapur eingesetzt, um im Wahlkreis der Chua Chu Kang Group Representation Constituency (GRC) um das Ticket der People’s Action Party gegen die Progress Singapore Party zu kämpfen. Wees Laufkameraden waren Gan Kim Yong, Low Yen Ling und Zhulkarnain Abdul Rahim. Am 11. Juli 2020 wurde Wee zur Vertretung von Chua Chu Kang GRC im 14. Parlament von Singapur gewählt und erhielt 58,64 % der gültigen Stimmen.